# Švarča
Švarča je gradska četvrt grada Karlovca. Ima 3.193 stanovnika, sjedište četvrti je na Trgu sv. Franje Ksaverskog 2.  Švarča je najviše populacijski narasla tijekom 1960-ih godina.

## Položaj
Švarča se nalazi južno od centra grada i rijeke Kupe na cesti prema Dugoj Resi, na istoku je rijeka Korana, a na jugu Mrežnica. 
Četvrt je smještena na pogodnom terenu s kojeg se vidi veći dio grada.

## Povijest
Švarča je do kraja 1902. bila samostalna općina Kraljevstva Hrvatske i Slavonije, a tada je zajedno s Banijanskom općinom ujedinjena s Karlovcem. Područje bivše upravne općine imalo je 1880. 3.175 žitelja, 1890. – 3.717, a 1900. 3.868 žitelja.

## Sport
U naselju je od 1950. godine postojao nogometni klub NK Jedinstvo Velika Švarča